# Miha Arih
Miha Arih, slovenski alpinist in partizan, * 17. september 1918, Podkoren, † 9. februar 1944, Podkoren.
Rodil se je v kmečki družini (oče Jože, mati Neža, roj. Oman). Kot mizar je delal v železniški mizarski delavnici na Hrušici. Delal je tudi v jeseniški železarni in v Bosni. Bil je gorski reševalec in eden najboljših alpinistov svojega časa. Plezal je tudi pozimi in smeri do 6. težavnostne stopnje. Poznan je bil pod vzdevkom Mihol. Preplezal je prvenstvene smeri v Rakovi špici (2545 m), centralni severni raz v Roglici (2547 m, v Dolkovi špici), prečil smer Škrlatica - Rakova špica. Ubil ga je sosed, ko je v oskrbovalni partizanski akciji hotel vdreti v njegovo hišo. Po njem se imenuje Mihov dom na Vršiču. Na domači hiši ima spominsko ploščo, ob zidu cerkve v Podkorenu pa ograjen nagrobni kamen, ki so ga domačini pripeljali sem z mesta, kjer so se med vojno sestajali aktivisti. 